# Gejza Pulen
Gejza Pulen (Rožňava, 19 maggio 1979) è un ex calciatore slovacco, di ruolo portiere.